# ورونیکا پورشه علی
ورونیکا پورشه علی (انگلیسی: Veronica Porsche Ali؛ زادهٔ ۱۶ دسامبر ۱۹۵۵) یک هنرپیشه و روان‌شناس اهل ایالات متحده آمریکا است. وی سومین همسر محمد علی کلی بود.